# Muro (canción)
Muro es una canción de Miguel Bosé que forma parte del álbum 11 maneras de ponerse un sombrero, trata sobre la situación que se vivió en Cuba hace algunos años, y expresa el sentido de libertad, y la falta de ella. En palabras de él mismo "Es una canción de ilusión, de sueño y de esperanza, donde también el mar tiene mucho que ver, y después de escucharla, decidme si sois o no privilegiados"
En estricto rigor la canción pertenece al cubano Carlos Varela, integrante de la llamada novísima trova cubana.
- Datos: Q6033018